# Conger (Minnesota)
Pour les articles homonymes, voir Conger.
La ville de Conger est située dans le comté de Freeborn, dans l’État du Minnesota, aux États-Unis. Sa population s’élevait à 146 habitants lors du recensement de 2010, estimée à 141 habitants en 2016.